# Anacis rubripes
Anacis rubripes là một loài tò vò trong họ Ichneumonidae.